# Cap du Nid à l'Aigle
Cap Miquelon
Ne doit pas être confondu avec Le Cap (Saint-Pierre-et-Miquelon).
Le cap du Nid à l'Aigle ou cap Miquelon est un cap de France situé à Saint-Pierre-et-Miquelon.

## Géographie
Le cap du Nid à l'Aigle se situe à l'extrémité nord-est du Cap. Il forme l'extrémité septentrionale du Cap, de Miquelon et de la collectivité d'outre-mer de Saint-Pierre-et-Miquelon. Il est constitué de falaises dépassant les cent mètres de hauteur. Un sentier de randonnée permet de rejoindre le cap depuis le nord du village de Miquelon.